# NEC V25

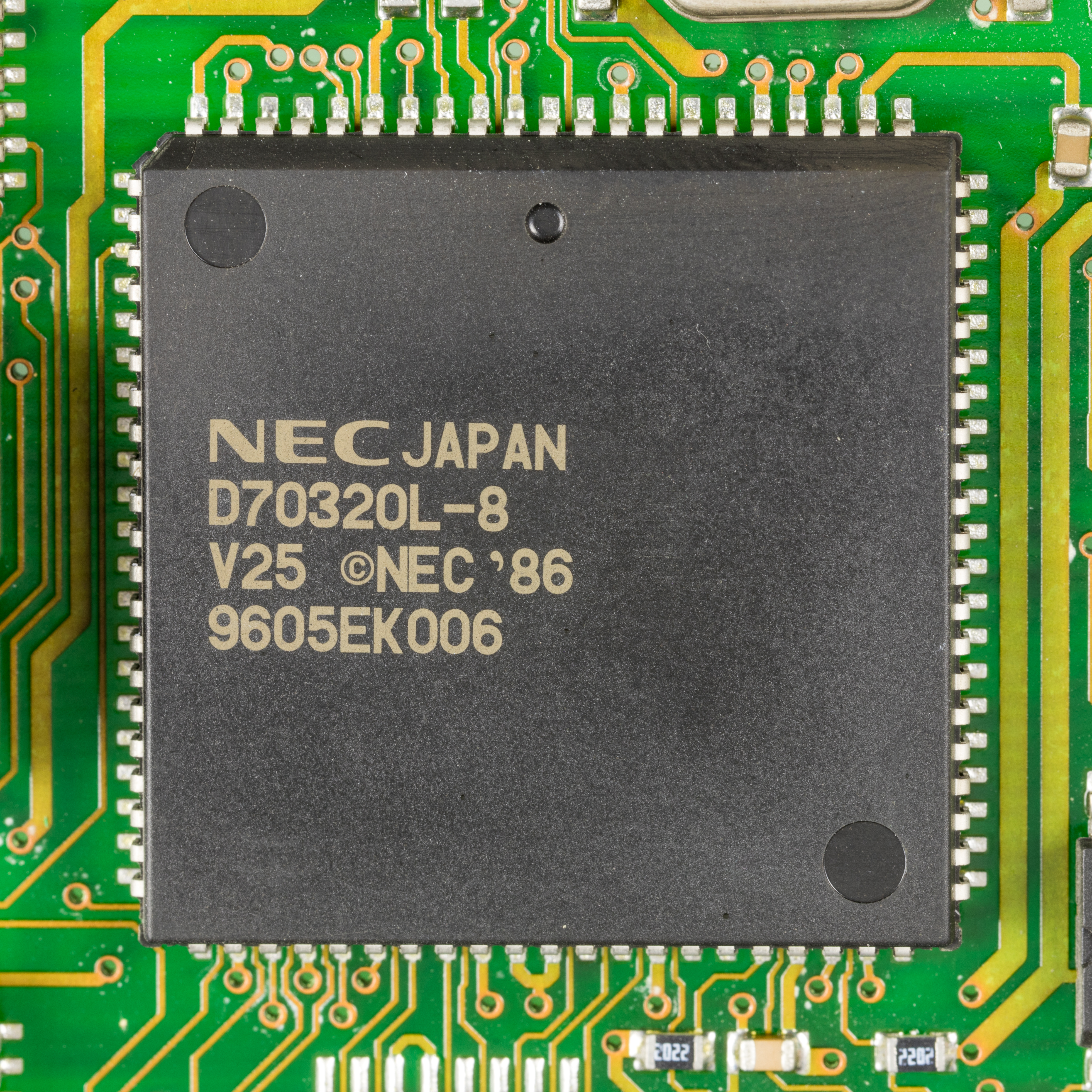
NEC V25

A NEC V25 (µPD70320) a NEC V20 processzor mikrovezérlő változata. Főbb tulajdonságai:
- NEC V20 mag: 16 bites processzor, 8 bites külső adatút, 20 bites címsín, gépi kód szintjén kompatibilis az Intel 8088-as processzorral
- Jellemző órajele: 8, 9 és 10 MHz (a különböző változatokban)[1]
- Belső RAM-mal rendelkezik: 256 8 bites szó[1]
- Egyes változataiban belső ROM is található: 16384 8 bites szó[1]
- Időzítők
- Nagy sebességű DMA vezérlők[1]
- Belső megszakításvezérlő
- Kétcsatornás UART és baud rate generátor a soros kommunikációhoz[2]

Ajánlott alkalmazási területe adatfeldolgozás, terminálok, hálózatok, nyomtatók, a V25S (és V35S) biztonsági funkciókkal ellátott változatokat on-line pénzbeszedő/-kiadó rendszerekhez, játékgépekhez; a V25+ (V35+) változatokat magas DMA átviteli sebességet igénylő rendszerekben való felhasználásra ajánlották.
A NEC 2003 elején hivatalosan bejelentette, hogy a terméket kivezeti a piacról.

## Fordítás
Ez a szócikk részben vagy egészben  a   NEC V25 című angol Wikipédia-szócikk ezen változatának fordításán alapul.  Az eredeti cikk szerkesztőit annak laptörténete sorolja fel. Ez a jelzés csupán a megfogalmazás eredetét és a szerzői jogokat jelzi, nem szolgál a cikkben szereplő információk forrásmegjelöléseként.